# (14491) Hitachiomiya
(14491) Hitachiomiya est un astéroïde de la ceinture principale.

## Description
(14491) Hitachiomiya est un astéroïde de la ceinture principale. Il fut découvert le 4 novembre 1994 à Kitami par Kin Endate et Kazuro Watanabe. Il présente une orbite caractérisée par un demi-grand axe de 2,68 UA, une excentricité de 0,36 et une inclinaison de 5,7° par rapport à l'écliptique.

## Compléments